# Confronto tra Aristofane e Menandro
Il Confronto tra Aristofane e Menandro è l'epitome di un'opera più ampia di Plutarco, giuntaci nei suoi Moralia.

## Struttura
L'operetta è, come detto, il brevissimo riassunto di un trattato più ampio che Plutarco doveva aver compilato leggendo i due autori comici più rappresentativi.
In effetti, la pagina e mezza che ci è giunta tra i Moralia è un paragone serrato tra i due commediografi più importanti dell'educazione ellenisticaː se ne deduce che Plutarco si concentrava inizialmente sul linguaggio e sullo stile, rimproverando ad Aristofane il linguaggio poetico e polifonico, più atto "a cantarsi, e vile", laddove il linguaggio menandreo gli appare più limpido e comprensibile. In secondo luogo, Menandro viene preferito ad Aristofane per il suo umorismo fine, mentre l'autore più antico è deprezzato per la comicità greve e non comprensibile dal vasto pubblico dell'epoca di Plutarco.
Infine, l'epitome mostra come Plutarco esaltasse la duttilità dello stile menandreo, che riusciva piacevole sia al popolino che ai dotti e che, pertanto, era da preferire per un'educazione morale.